# 武鸣专区
武鸣专区，1949－1950年存在于中华人民共和国广西省，是一个已撤消的专区，在今广西壮族自治区西北部。
1949年置，专员公署驻武鸣县，管辖平治、果德、镇结、那马、隆山、都安、隆安、迁江、上林等10县。 1950年武鸣专区被撤销，武鸣、隆安、隆山、都安4县划归南宁专区；果德、平治、那马3县并入百色专区；镇结县并入龙州专区。 